# Lili Marleen

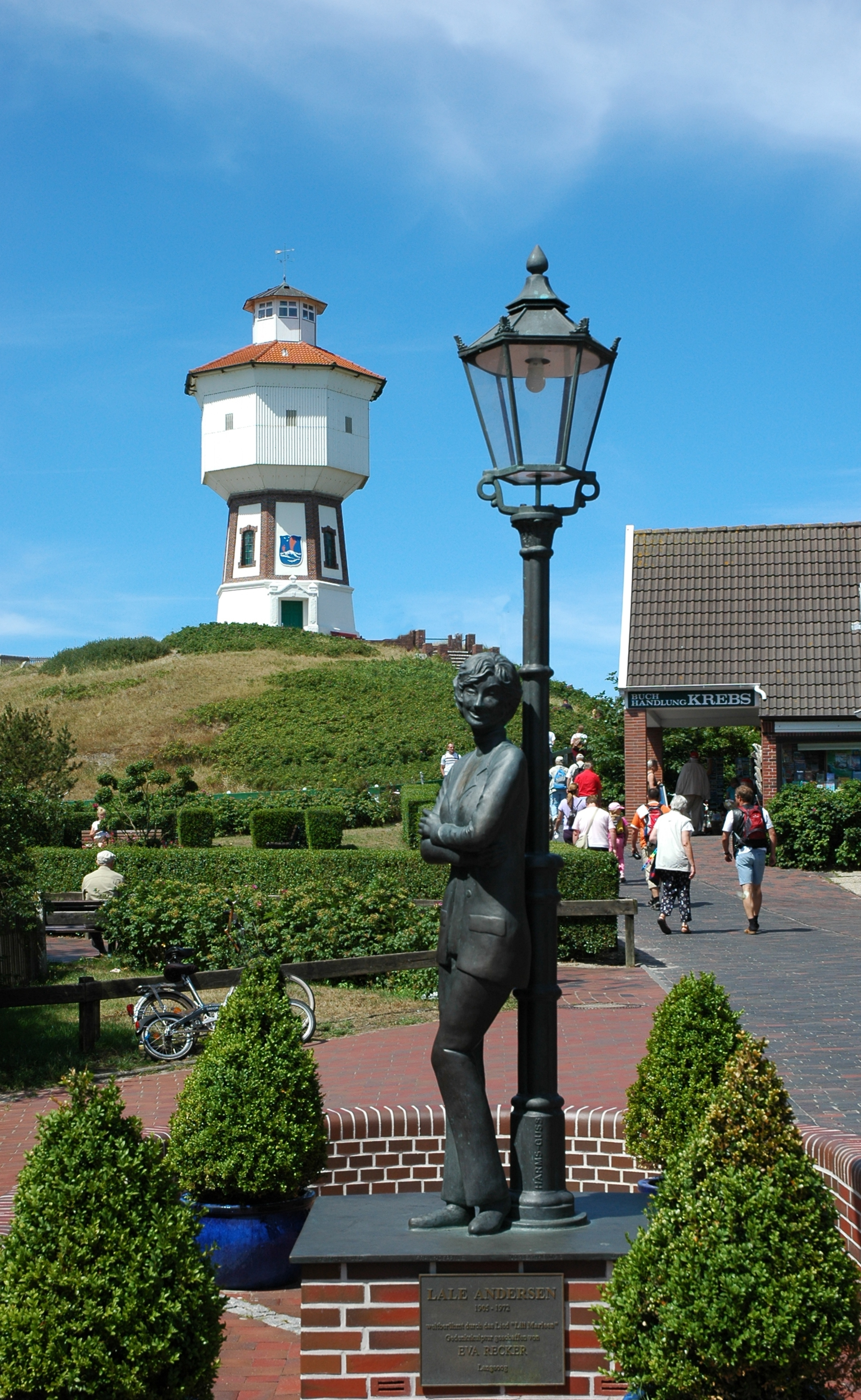
En "Lili Marleen"/Lale Andersen-staty i Langeoog i Ostfriesland.

"Lili Marleen"  är en tysk sång. Texten författades 1915, tonsattes 1938, och insjungningen av Lale Andersen blev under andra världskriget mycket omtyckt hos både allmänheten samt bland soldater från båda sidor i kriget. Den har även spelats in på ett antal andra språk.

## Historik
Texten skrevs 1915 av poeten Hans Leip (1893-1983). År 1937 publicerades en samling med Leips dikter där denna ingick, och då hade de två sista av de fem verserna tillkommit. Norbert Schultze (1911–2002) komponerade 1938 melodin och sången spelades in i augusti 1939 av Lale Andersen.
Sedan tyskarna ockuperat Jugoslavien försommaren 1941 började de sända militärradio från Belgrad. En löjtnant som var placerad där köpte under en permission i Wien en bunt skivor och bland dessa fanns den dittills okända sången som endast sålts i cirka 700 exemplar. Sändningarna kunde höras av tyska och allierade trupper runt hela östra Medelhavet, och Lili Marleen blev så omtyckt att den efter en tid sändes varje kväll som avsignatur klockan 21:55.
Den fick på grund av detta ett stort genomslag på båda sidor under kriget. Sången ogillades dock av den tyske propagandaministern Joseph Goebbels, som först förbjöd den, för att senare beordra Lale Andersen att spela in en version mer i marschtakt (juni 1942) för tyskt hemmabruk.  
Den första engelska texten skrevs av Tommy Connor och sången framfördes av Anne Shelton. 1944 gjorde bland annat amerikanen Perry Como en ny version av sången. Efter kriget lanserade Marlene Dietrich den igen och den gick in på skivlistorna i USA 1968, Tyskland 1981 och Japan 1986.
Inspelningar av "Lili Marleen" har genom åren gjorts på många språk (troligen cirka 50). Ewert Granholm gjorde den första på svenska 1942, samma år som Georg Malmstén gjorde den på finska med kvinnonamnet utbytt till Liisa. Ewert Granholm gjorde en ny inspelning tillsammans med Simons 1992 på albumet melodier vi minns.
Hootenanny Singers inspelning av sången låg på Svensktoppen i åtta veckor 1966. Även Anita Lindblom och Sven Olof Sandberg har gjort en inspelning av sången.

## Innehåll
Texten behandlar tidlösa känslor som drömmar och längtan efter den man älskar, rädslan för att dö eller bli övergiven. Sången har mestadels framförts av kvinnor, fast den till sitt innehåll representerar en mans tankar.